# Irpex
Irpex — рід грибів родини Phanerochaetaceae. Назва вперше опублікована 1825 року.

## Будова
Види формують плодові тіла, які ростуть як кірка на поверхні деревини мертвих листяних порід.

## Галерея

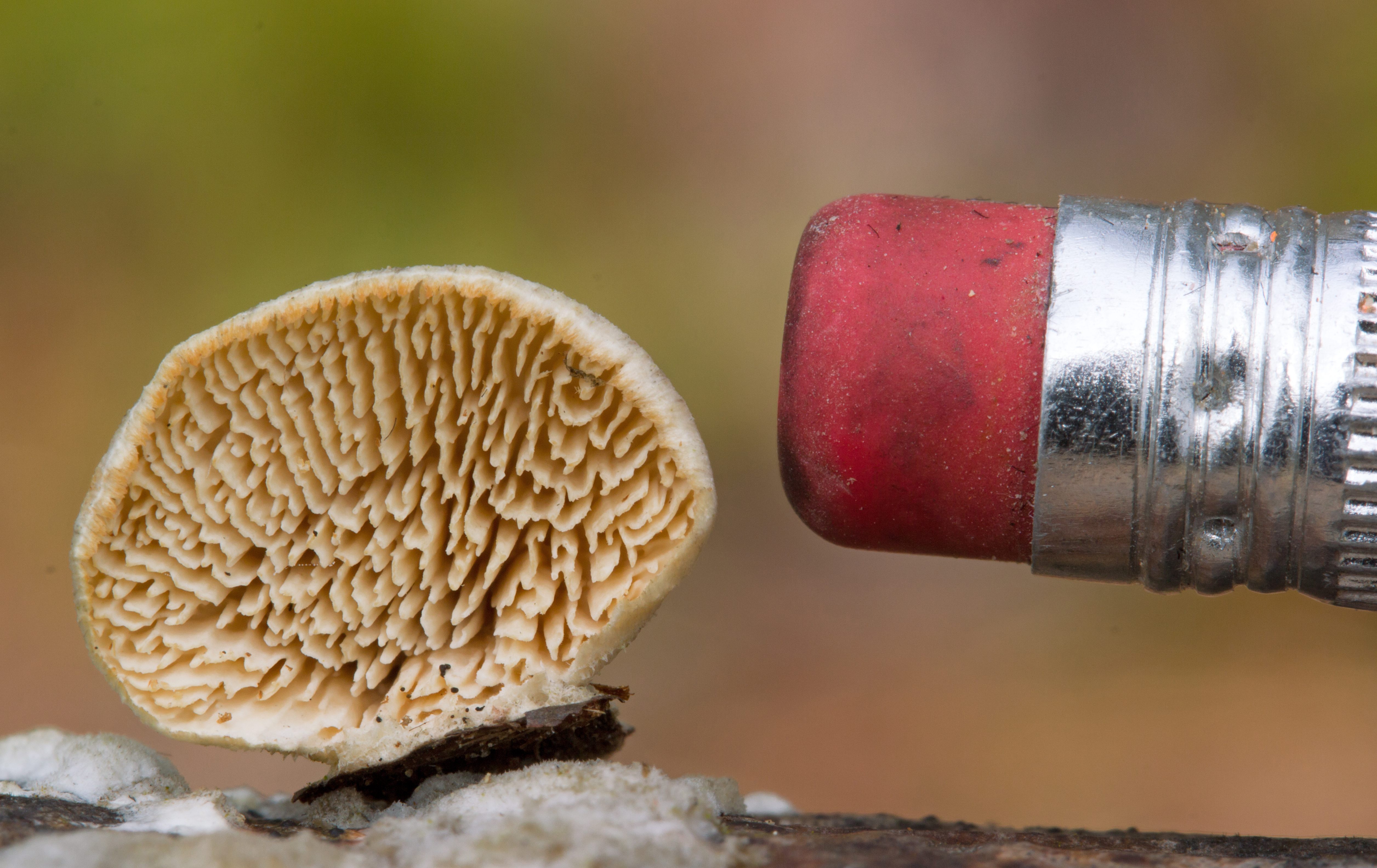
Irpex lacteus
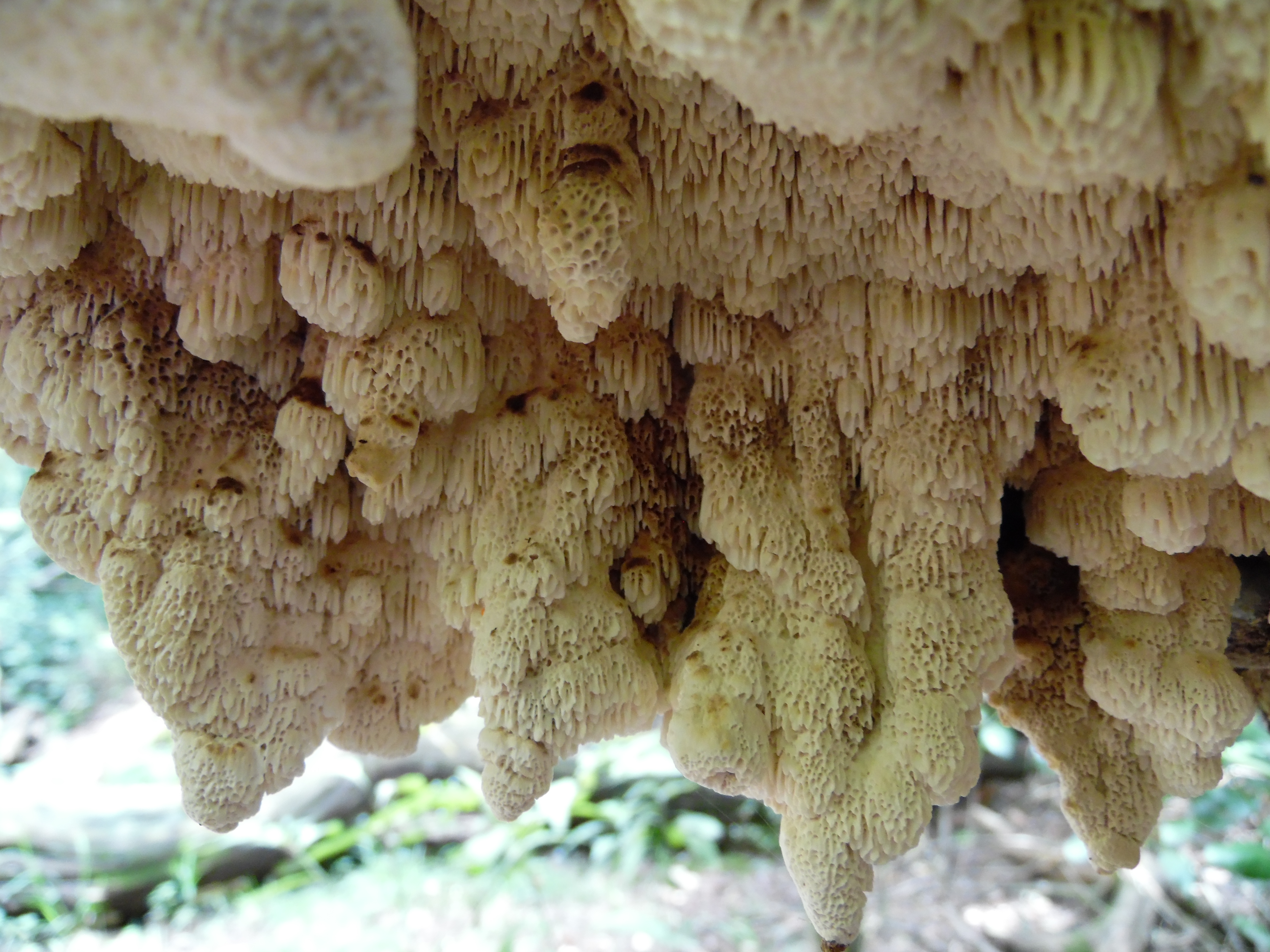
Irpex lacteus
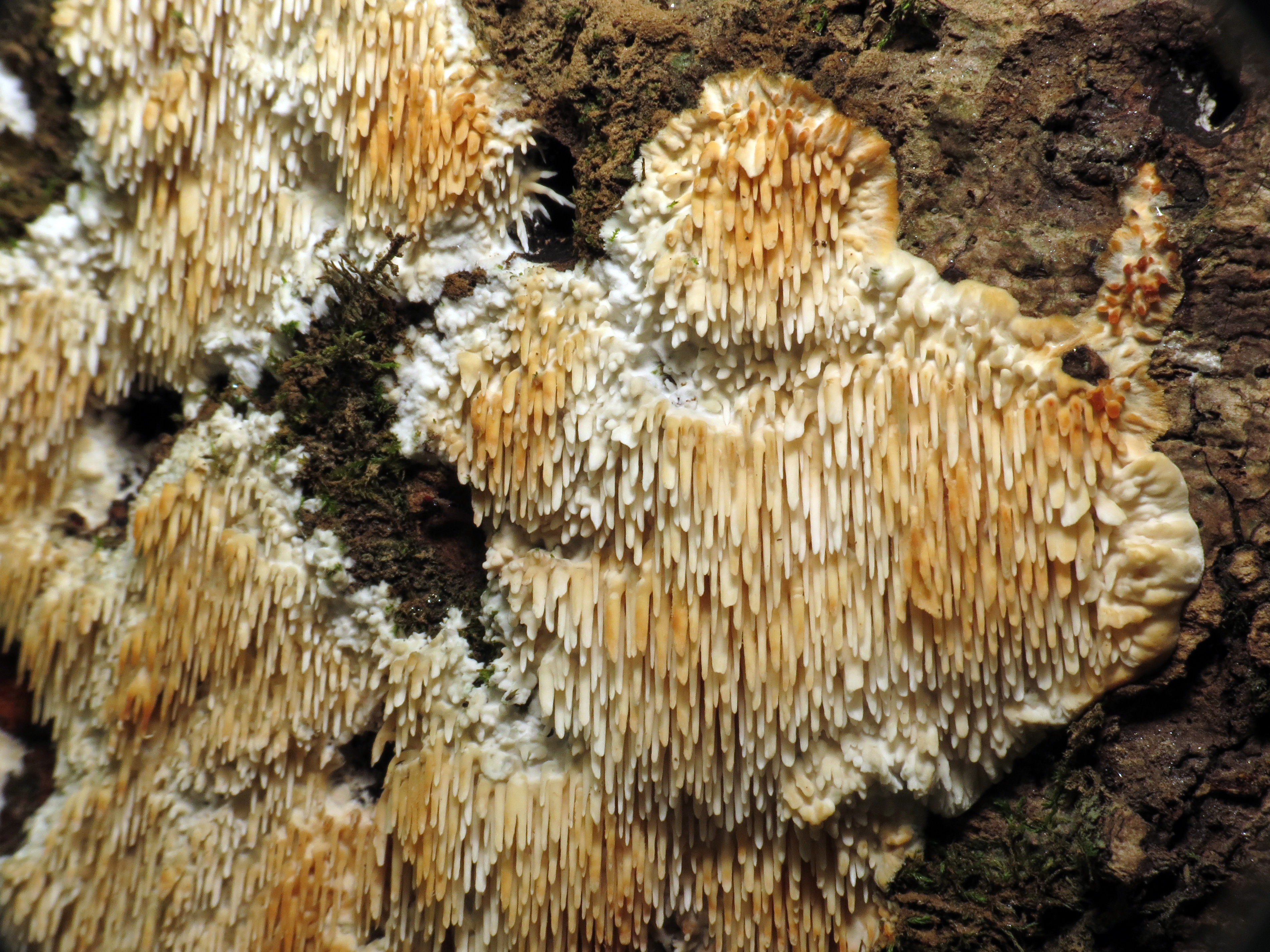
Irpex lacteus